# Velimir Ilić
Velimir Ilić, srbsky Велимир Илић, (* 28. května 1951, Čačak) je srbský politik, předseda politické strany Nové Srbsko a současný ministr infrastruktury.
V minulosti byl členem Srbského hnutí obnovy, v roce 1996 byl zvolen starostou města Čačak a v roce 1997 založil Nové Srbsko. Je znám svými častými konflikty s novináři. V prezidentských volbách v roce 2008 byl podporován premiérem Vojislavem Koštunicou a v prvním kole se umístil na třetím místě se ziskem 7,43% hlasů. Předstihli jej pouze Tomislav Nikolič a Boris Tadić. Stejně jako Koštunica nepodpořil ani jednoho z těchto dvou kandidátů, kteří postoupili do druhého kola.